# Assibilació
En lingüística, l'assibilació és un canvi fonètic que resulta en una consonant sibilant. És una forma de lenició i sovint l'última fase d'un procés de palatalització.

## En les llengües germàniques
La mutació de /t/ a /s/ en la Segona mutació consonàntica germànica que va resultar en la divergència de l'alt alemany antic de la resta de llengües germàniques occidentals i, consegüentment, en l'evolució de l'alemany modern.
| Català | Anglès    | Neerlandès | Alemany |
| ------ | --------- | ---------- | ------- |
| aigua  | water     | water      | Wasser  |
| millor | better    | beter      | besser  |
| odiar  | (to) hate | haten      | hassen  |

## En les llengües romàniques
L'evolució del sufix llatí -tio en el llatí vulgar -tsio i, posteriorment, en el català -ció /si.'o/, el francès -tion /sjɔ̃/ o l'italià -zione /'sjo.ne/.
| Llatí       | Català      | Francès      | Italià        |
| ----------- | ----------- | ------------ | ------------- |
| attentio    | atenció     | attention    | attenzione    |
| assibilatio | assibilació | assibilation | assibilazione |